# ArtZuid

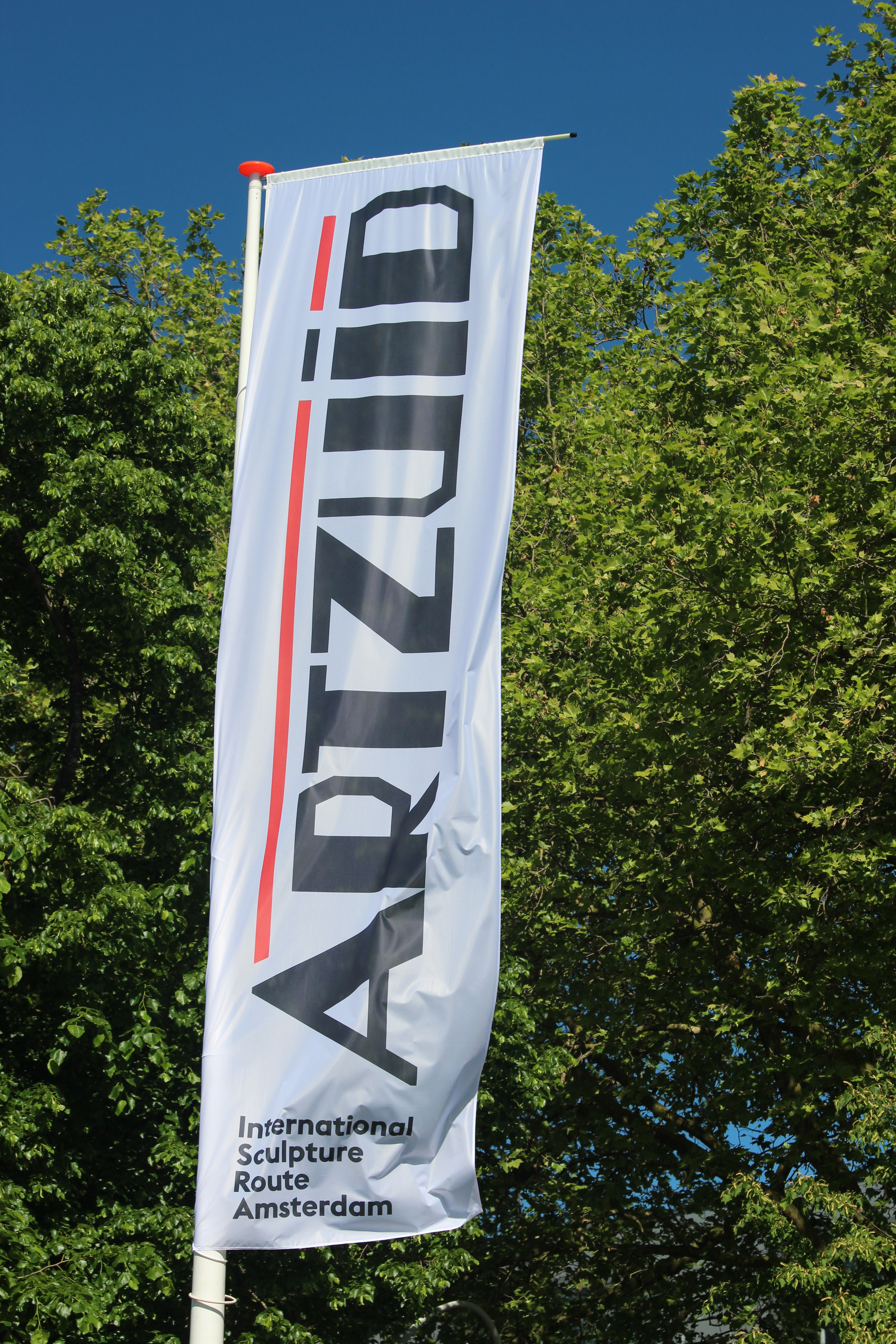
ARTZUID-banner 2017

ARTZUID is een tweejaarlijkse beeldententoonstelling op de Apollolaan en Minervalaan in Plan Zuid van Berlage in Amsterdam. De tentoonstelling kan gratis worden bezocht.
Het initiatief tot ARTZUID werd in 2008 genomen door Cintha van Heeswijck-Veeger.Ze wilde door het organiseren van een hoogwaardige beeldententoonstelling ook de aandacht vestigen op het uit 1914 daterende stedelijke uitbreidingsplan, het zogenaamde Plan Zuid van H.P. Berlage.
ARTZUID 2023 vond plaats van 20 mei tot en met 24 september waar vijftig sculpturen van internationaal vermaarde kunstenaars en Nederlands talent stonden tentoongesteld.

## Edities
- ARTZUID 2009 (Berlage in Beeld) werd samengesteld door Van Heeswijck, acteur Michiel Romeyn en architect Roberto Meyer.
- ARTZUID 2011 (The world around, equality in diversity) werd samengesteld door kunstenaar Jan Cremer en op 26 mei 2011 geopend door koningin Beatrix.
- ARTZUID 2013 (Engagement) vond plaats van 22 mei tot 22 september. Curator was de oud-directeur van het Rijksmuseum prof. Henk van Os. Deze editie kende ook aftakkingen buiten Plan Zuid: naar het Vondelpark, naar het Museumplein en naar het Gustav Mahlerplein in de Zuidas.
- ARTZUID 2015 vond plaats van 22 mei tot 22 september. Curator was kunsthistoricus en voormalig directeur van het Stedelijk Museum Rudi Fuchs.
- ARTZUID 2017 was van 19 mei tot 17 september. Curator was opnieuw Rudi Fuchs. ARTZUID 2017 sloot aan bij het themajaar Van Mondriaan tot Dutch Design en liet de invloed zien van de kunstbeweging De Stijl op de naoorlogse Nederlandse beeldhouwkunst.
- ARTZUID 2019 (Tussenruimte & Verbinding) was van 17 mei tot 15 september, samengesteld door Jim Lhamoree en Michiel Romeyn.
- ARTZUID 2021 (Imagine) was van 1 juli tot 17 oktober, onder leiding van curator Ralph Keuning.
- ARTZUID 2023 (Transfer) was van 19 mei tot 24 september, onder leiding van curator Jasper Krabbé, met Rudi Fuchs als adviseur.
- ARTZUID 2025 (Enlightenment) is van 21 mei tot 21 september, onder leiding van curator Ralph Keuning.

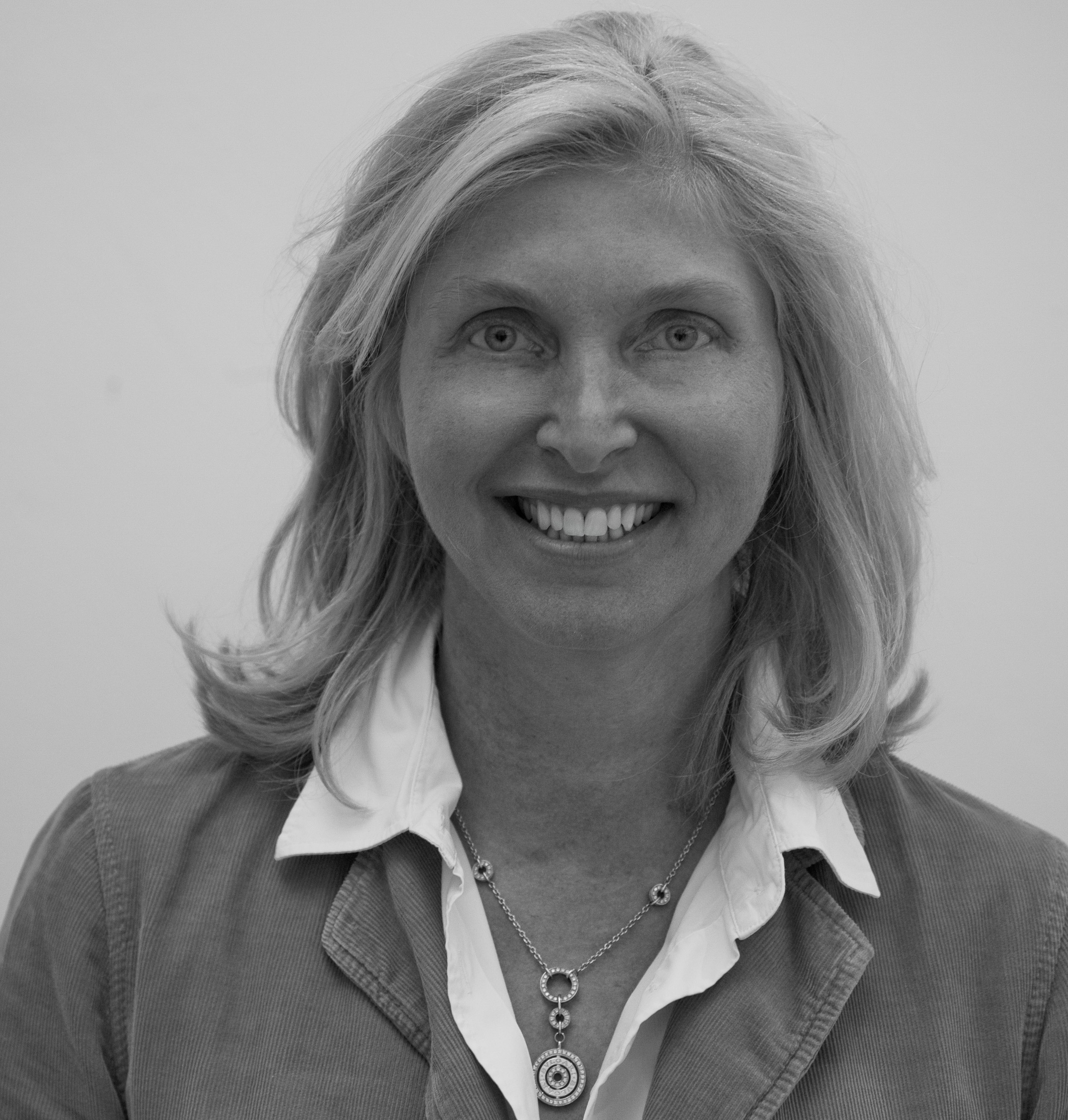
Het initiatief tot ARTZUID werd genomen door Cintha van Heeswijck
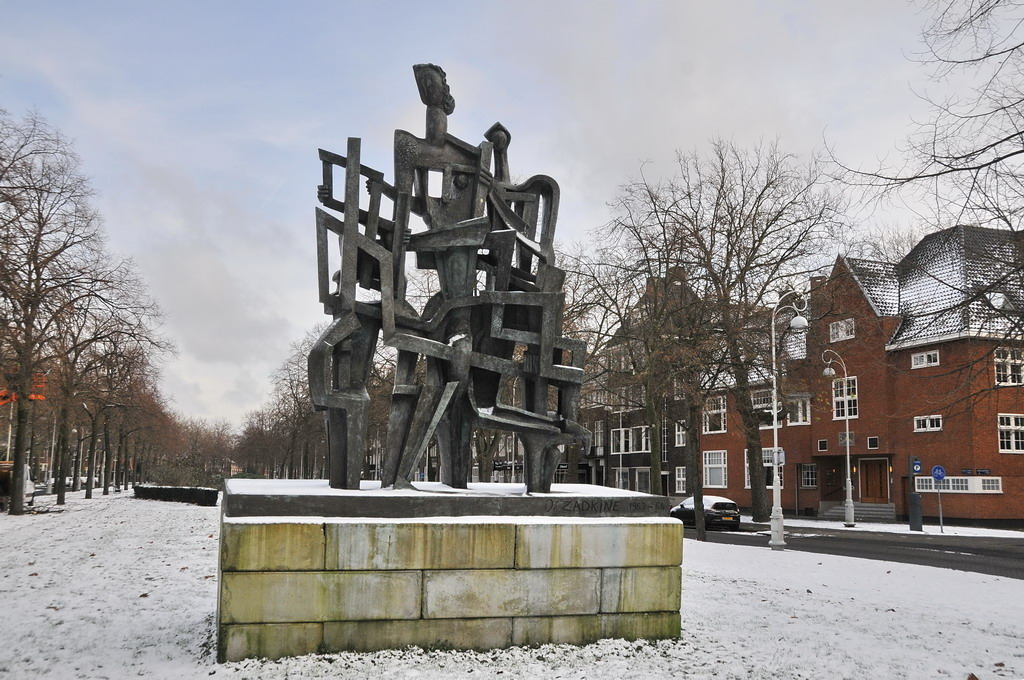
La demeure humaine, Zadkine, brons, Apollolaan, 2009-2011